# Fa'atama
Fa'atama (trad. lett.: "alla maniera di un ragazzo"), fa'afatama o fa’atamaloa è un termine samoano per persone nate donna che si identificano e/o si comportano come un uomo.
Termini e concetti equivalenti sono il tongano fakatangata, il māori (Nuova Zelanda) tangata ira tana, l'hawaiano Māhūkāne.
Il corrispettivo maschile samoano è fa'afafine, un individuo nato maschio che si comporta socialmente come una donna.

## Etimologia

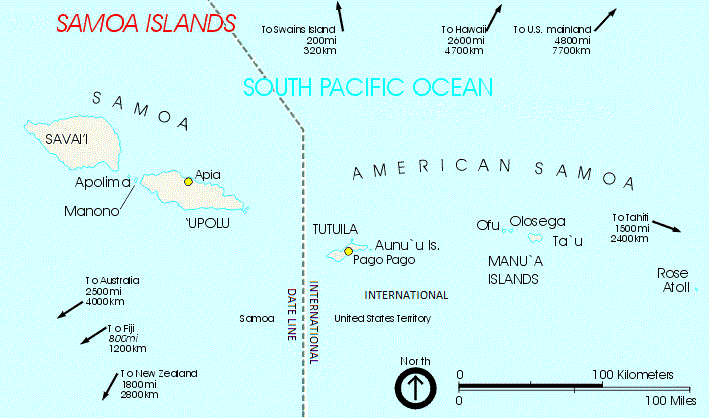
Mappa delle Isole Samoa.

Il termine fa'atama è composto dal prefisso causale o comparativo, faʻa, che indica il «far succedere qualcosa», «essere come», e dal sostantivo tama, che significa «ragazzo». Nella prima edizione del Dizionario Samoano-Inglese redatto nel 1862 dal reverendo George Pratt della Società Missionaria di Londra, compare un termine simile, «fa'atamā, v. (literally, to be as a father), to wait on a chief», mentre è presente, come semplice avverbio, nel Dictionnaire samoa-français-anglais et français-samoa-anglais (1879) del missionario francese Louis Violette, tradotto con «en jeune homme (as a yung [sic] man)», lett.: "da ragazzo", "come un giovane uomo".
Nello studio dell'antropologa statunitense Margaret Mead, frutto della sua prima ricerca sul campo condotta a Samoa, L'adolescente in una società primitiva (Coming of Age in Samoa, 1928), il termine fa'atama acquisisce una nuova dimensione, riferito ad un soggetto femminile e accompagnato dalla traduzione inglese tomboy (lett.: "maschiaccio"). Anche se Mead riporta l'esistenza di pratiche omosessuali fra giovani donne e giovani uomini a Samoa, il termine fa'atama non viene tuttavia usato con connotazioni sessuali. L'inglese tomboy, il cui uso sarà riscontrabile anche nelle Samoa, assumerà questa caratterizzazione dopo gli anni ottanta del Novecento, sulla spinta della diffusione di categorie che identificano sempre più le persone in termini di orientamento sessuale.
Penelope Schoeffel nella sua tesi del 1979 su genere e sessualità nelle isole Samoa, riporta il termine fa'atama, con relativa traduzione tomboy, citando il caso, riferitole da alcuni informatori, di un'anziana signora che si diceva non avesse mai avuto né amanti né mariti e che in gioventù avesse mantenuto un aspetto mascolino rifiutando l'abbigliamento previsto per le donne, attirandosi per questo i rimproveri del matai (capo villaggio).

### Discussioni sull'uso del termine
L'antropologo francese Tcherkezoff sottolinea come la scarsa diffusione, fra i samoani, del termine fa'atama, oltre che essere indice della «mancanza di visibilità ideologica e pratica» di questa categoria di genere, sarebbe da addebitarsi all'egemonia dei principi eteronormativi della società samoana, che impedirebbero di concepire un termine in cui la donna è "altro": «quando una donna è sessualmente attiva (attraverso il matrimonio o in altro modo), può solo essere una fafine e non può affermare di essere "come" un'altra categoria di sesso o genere».
Studiosi e ricercatori convengono che tra gli interlocutori samoani contemporanei i termini più frequentemente usati per connotare una persona nata biologicamente donna che assume comportamenti ed espressioni di genere maschile, sempre più associati anche ad un preciso orientamento sessuale,  siano tomboy, termine preso in prestito dalla lingua inglese, o lisipia, "lesbica", espressioni per lo più accompagnate dalla precisazione che la categoria di persone cui si riferiscono "non fanno parte delle nostre usanze" (aganu'u).
In un suo articolo sulla violenza esercitata attraverso il linguaggio sulle persone di genere divergente delle comunità samoane, Luka Leleiga Lim-Bunnin, che dichiara fra le proprie molteplici identità quella di fa'atama, denuncia l'utilizzo, a livello accademico, di un linguaggio prescrittivo fondato sul binarismo di genere, e sollecita a non applicare termini che non siano usati dagli individui per descrivere se stessi: «Alcune persone samoane con differenze di genere usano termini come fa'a'afa, transgender, takatāpui, Two Spirit e boi, mentre altre no, riconoscendo che "samoano" non significa monoetnico o monolitico». Il proposito di non voler rinchiudere in una rigida categoria definitoria la complessità e la molteplicità delle diverse espressioni di genere viene espresso anche da Robert Sakaguchi nel suo studio del 2015 Fa'atama: Constructing identity in the Samoan culture, presentato dal Dipartimento di Antropologia del SIT, School for International Training di Samoa nell'ambito di un progetto internazionale di studio sulle fa'atama, nel quale definisce fa'atama «uno spettro di identità e preferenze personali al genere che non può essere ristretto o applicabile a un'intera comunità».
Nel primo decennio del XXI secolo, a seguito della nascita di associazioni basate sull'identità di genere, come la Samoa Fa'afafine Association (SFA), promotrice anche degli interessi dei fa'atama, e SOFIAS (Sosaiete o Faafafine i Amerika Samoa), i termini fa'afafine e fa'atama sono stati rivendicati con orgoglio dagli appartenenti a queste comunità. Il Primo Ministro di Samoa, Tuilaepa Sailele Malielegaoi, patrono della Samoa Fa'afafine Association, presenziando un Forum durante la Samoa Faafafine Week 2016, ha definito i fa'atama il «quarto genere» di Samoa.
Nel 2017, in occasione dell'ingresso dei fa'atama nella Samoa Fa'afafine Association (SFA), la Presidente ha dichiarato che «la terminologia è un problema evidenziato» e ha precisato: «Fa'afatama / Transmen, il pronome corretto è lui ed è scorretto e scortese chiamare un fa'afatama / transmen lei, suga o sis." Il termine tomboy è accettato "solo nella loro comunità»".

## Letteratura e testimonianze
(Un fa'atama intervistato, cit. in Kanemasu, ‘Let fa’afafine shine like diamonds’, p. 12)
Se paragonata al numero di studi prodotti negli ultimi decenni sui generi non eteronormativi nelle isole del Pacifico, e in particolare sulle fa'afafine samoane, la ricerca sui fa'atama in ambito accademico e la loro stessa presenza sui media sono di gran lunga inferiori. Il primo saggio che si propone di indagare sui tomboys, «una categoria di genere di cui pochi nella società tradizionale samoana sono disposti a parlare apertamente», è il saggio dell'antropologo Serge Tcherkezoff pubblicato nel 2014 nel volume collettaneo Gender on the Edge: Transgender, Gay, and Other Pacific Islanders. All'inizio del capitolo l'autore mette in rilievo le differenze esistenti fra fa'afafine e tomboys che aiutano ad intendere il loro diverso grado di accettazione all'interno della società samoana.

### Asimmetria tra i generi

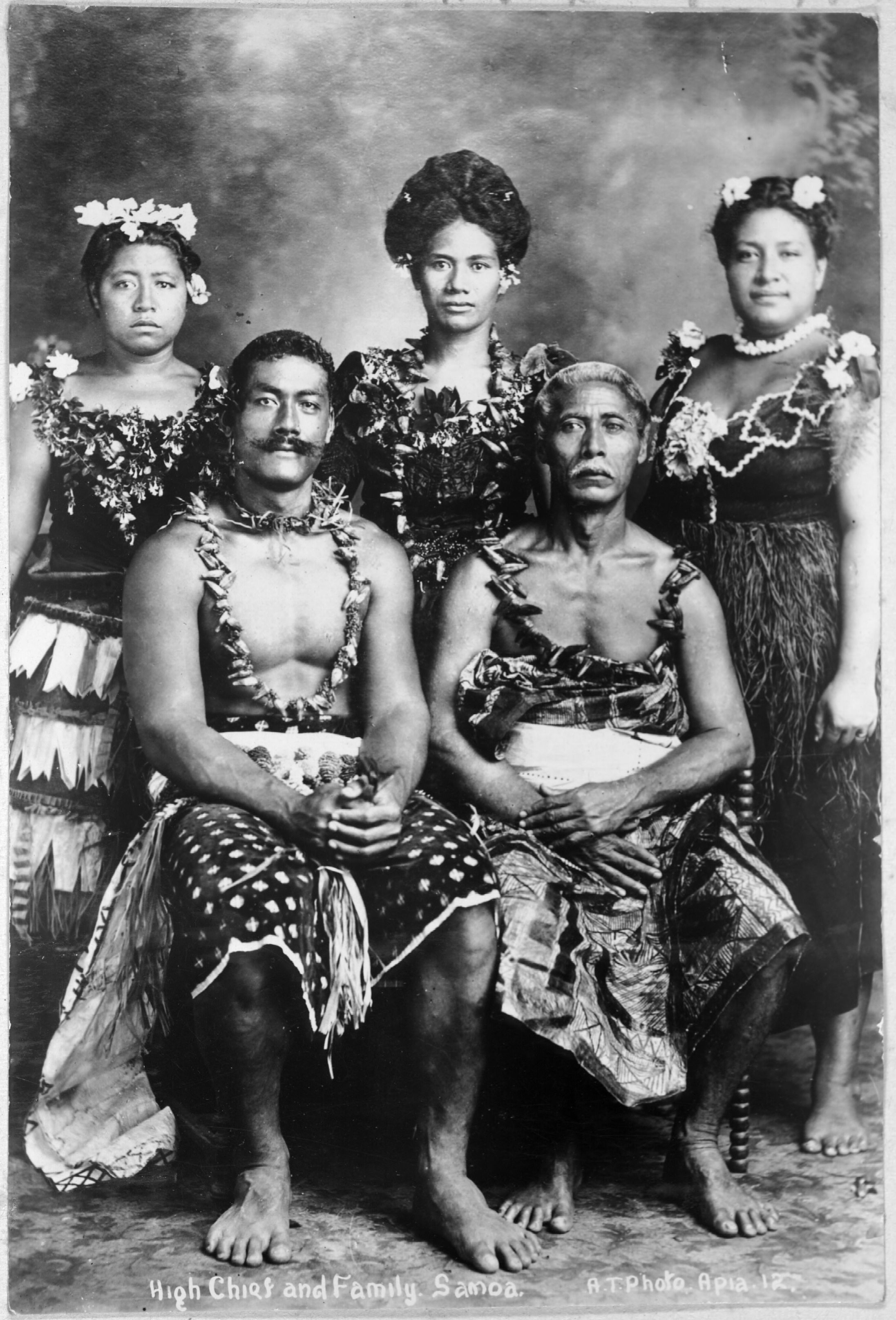
Matai (capo) samoano e famiglia, circa 1914

Una delle differenze colte da Tcherkezoff fra fa'afafine e fa'atama risiede nella diversa collocazione e percezione sociale che accompagna queste due categorie. Le fa'afafine, socialmente molto più conosciute e visibili, sono comunemente associate a contesti pubblici, pubblicizzati anche a livello internazionale, come i concorsi di bellezza, gli spettacoli di intrattenimento, la moda o lo sport; i fa'atama non hanno luoghi di aggregazione in cui manifestare la propria socialità e non si connotano per lo svolgimento di particolari attività, né si presentano come una comunità riconoscibile. La dimensione di isolamento in cui vengono generalmente relegati, e la loro stessa ritrosia ad associarsi o interagire con altre persone con simili esperienze, risultano particolarmente penalizzanti in una società le cui basi non sono poste sull'individuo o sulla coppia, ma sulla genealogia, sulla famiglia, su ampi gruppi di aggregazione e associazione.
Per quanto riguarda l'aspetto della sessualità, Tcherkezoff sostiene che dal punto di vista della percezione sociale, nei confronti delle fa'afafine essa viene generalmente sospesa o posta in secondo piano: quando si incontrano fra di loro, le fa'afafine non generano sottintesi in chi le guarda; nei fa'atama, invece, il comportamento "mascolino" verrebbe comunemente associato a un preciso interesse e orientamento sessuale, evocabile alla vista di più fa'atama.
Questa disuguaglianza sociale nel trattamento dei due generi, l'asimmetria a discapito dei tomboy, secondo Tcherkezoff scarsamente presa in considerazione negli studi su generi e sessualità nelle isole del Pacifico, sarebbe rilevabile anche all'interno dei rapporti familiari, dove ai più frequenti casi di accettazione di una fa'afafine da parte di madri e sorelle, si opporrebbe un generale rifiuto del fa'atama da parte dei parenti più stretti: se una ragazza non svolge le attività e il ruolo cui è ritenuta destinata per nascita, può creare tensioni fra i fratelli, che vedono destabilizzata la loro funzione sociale, basata sulla protezione e sull'onore dovuto alle sorelle, come stabilito dalla feagaiga. Diversamente dalle fa'afafine, particolarmente apprezzate in ambito familiare per le attività domestiche e di cura cui si dedicano con dedizione e generalmente in buoni rapporti con le sorelle che fungono da modello di emulazione, i fa'atama sarebbero per lo più rifiutati da sorelle e genitori; volendosi dedicare a compiti maschili pesanti, non guadagnerebbero in prestigio, ma diventerebbero oggetto di derisione, perché la forza (mālosi) è ritenuta una prerogativa esclusivamente maschile.
Anche quando impegnati in relazioni stabili, le vite dei fa'atama nel complesso risultano di più difficile accettazione sociale. Secondo Tcherkezoff nella diaspora samoana (Nuova Zelanda, Australia, Hawaii, e Stati Uniti continentali), quando le coppie tomboy vivono insieme, genitori e amici si mostrano poco accoglienti, rifiutandosi di visitarli o di riceverli.

### Samoa Fa'afafine Association e The Rogers of Samoa
Sulla spinta del movimento internazionale LGBT, la Samoa Fa'afafine Association (SFA), nata nel 2006 e originariamente divisa sull'inclusione dei fa'atama, nel 2015 ha avviato una politica di apertura nei loro confronti, rivelatasi un'importante opportunità per il sostegno offerto a un gruppo particolarmente colpito dall'emarginazione e dalla stigmatizzazione sociale.
Nel 2017 si è svolta a Samoa la prima riunione pubblica dei fa'atama promossa dalla Samoa Fa'afafine Association, ritenuta «una pietra miliare storica nel lavoro di advocacy di SFA per includere tutte le minoranze di genere». La pagina Facebook della SFA si descrive come una «associazione senza scopo di lucro istituita per promuovere i diritti e gli interessi di fa'afafine e fa'afatama a Samoa».
The Rogers of Samoa, un gruppo di fa'atama i cui componenti si autodefiniscono trans man, rappresenta il primo gruppo pubblico transgender delle isole del Pacifico. Nati nel 2017, il loro nome è un omaggio all'attivista fa'afafine samoana To'oto'oali'i Roger Stanley (1976-2018), nota a tutti come "Mama", Presidente della Samoan Fa'afafine Association (SFA) dalla sua fondazione fino al 2017, che li ha spronati a uscire allo scoperto e li ha accolti all'interno dell'associazione e della comunità: il primo fa'atama che ha aderito alla SFA è stato Ice Heathernel, membro e promotore dei futuri The Rogers. In un documentario alcuni componenti dei Rogers raccontano la loro storia di emarginazione familiare e di isolamento sociale, seguita da occasioni di riscatto.

### Matalasi, il racconto di unfa'atama
(Jenny Bennett-Tuionetoa, Matalasi, 2018)
Jenny Bennett-Tuionetoa, nata e cresciuta a Samoa, è un'attivista per i diritti umani che usa la scrittura come strumento di sensibilizzazione sulle questioni LGBTQIA nelle isole del Pacifico: «Lo scopo della mia scrittura è far sì che le persone vedano gli LGBTQIA come esseri umani, specialmente qui a Samoa, dove la comunità viene disapprovata». Ha vinto nel 2018 il Commonwealth Short Story Prize con Matalasi, un racconto sulla vita di un fa'atama, ambientata il giorno del suo matrimonio come donna, accettato per non recare danno all'aiga (famiglia). «È una storia sull'alto costo del conformismo e su un individuo costretto a scegliere tra identità e sopravvivenza. Purtroppo questa è una storia che è ancora vissuta da molte persone nel mondo, in particolare nelle società conservatrici che hanno una bassa tolleranza per la differenza o l'individualità». Il racconto è dedicato a tutte le persone LGBTQIA che stanno lottando per essere se stesse nelle loro comunità. 

### Documentari
Dean Hamer and Joe Wilson, The Rogers of Samoa. URL consultato il 15 marzo 2021.